# با یک ترانه در قلب من (آلبوم جان پیزارلی)
| بررسی انتقادی | بررسی انتقادی |
| منبع          | رتبه‌بندی      |
| ------------- | ------------- |
| آل‌میوزیک      | [ ۱ ]         |

«با یک ترانه در قلب من» آلبومی از هنرمند اهل ایالات متحده آمریکا جان پیزارلی است که در ۱۹ اوت ۲۰۰۸ منتشر شد.

## آهنگ‌ها
- "With a Song in My Heart" – ۳:۴۹
- "This Can't Be Love" – ۲:۲۷
- "I Like to Recognize the Tune" – ۴:۳۶
- "It's Easy To Remember" – ۴:۱۳
- "Johnny One Note" – ۲:۵۹
- "Nobody's Heart" – ۴:۱۲
- "Happy Talk" – ۴:۲۵
- "Mountain Greenery" – ۲:۴۷
- "I Have Dreamed" – ۳:۴۰
- "The Lady Is a Tramp" – ۲:۳۴
- "She Was Too Good to Me" – ۴:۳۶
- "You've Got to Be Carefully Taught" – ۲:۵۹